# Comisión de la Verdad para El Salvador
La Comisión de la Verdad para El Salvador fue un organismo establecido por los Acuerdos de Paz de Chapultepec, que pusieron fin a la guerra civil de El Salvador, para investigar las más graves violaciones a los derechos humanos ocurridas durante este conflicto bélico. 

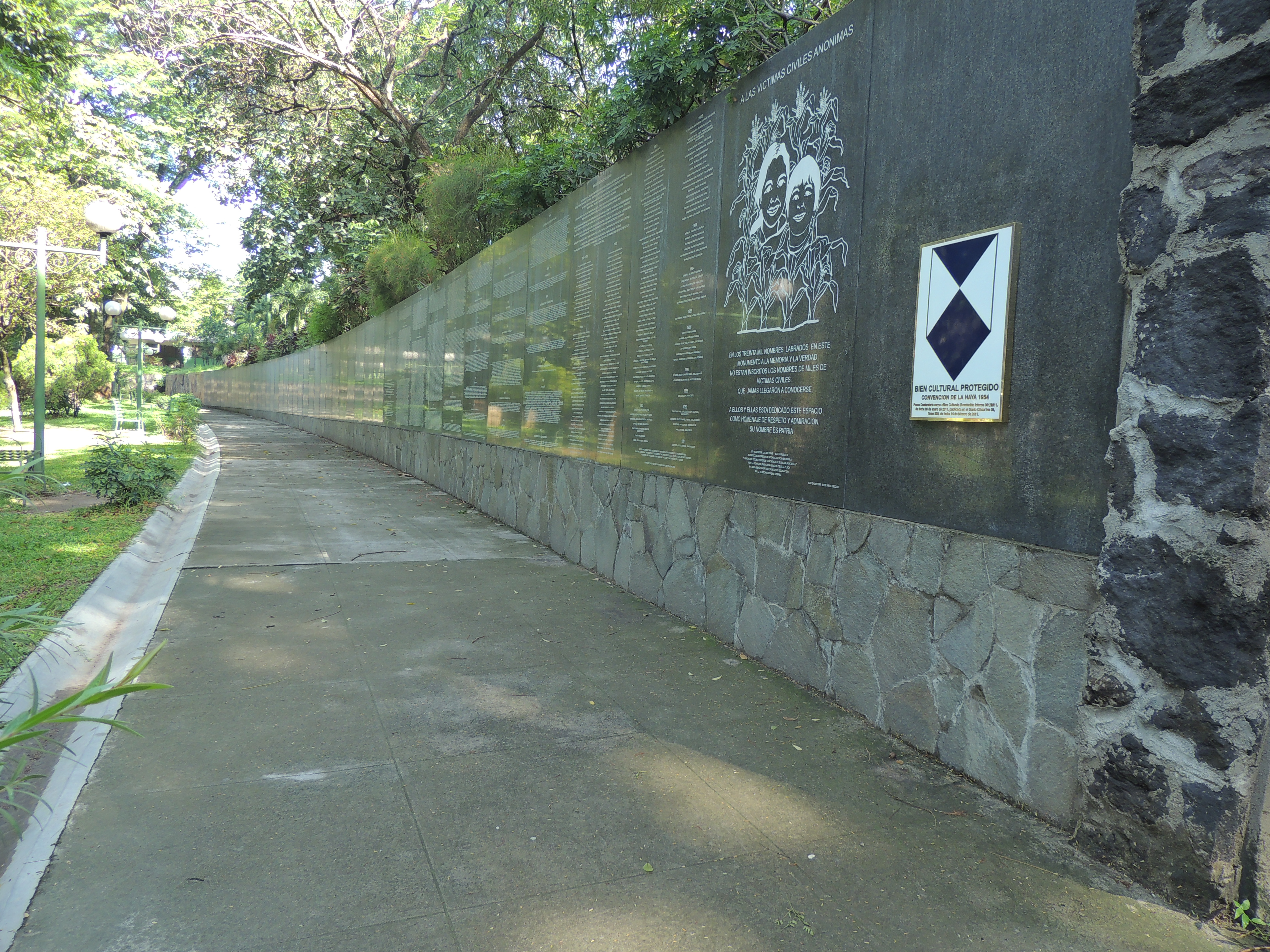
Monumento de la Memoria y Verdad. San Salvador El Salvador.

## Comisión de la Verdad
Dentro del proceso de diálogo que concluyó con la firma de los Acuerdos de Chapultepec, el 27 de abril de 1991 el gobierno de El Salvador y el Frente Farabundo Martí para la Liberación Nacional firmaron los Acuerdos de México, en los cuales las partes convenían crear una Comisión de la Verdad y se comprometían a cumplir con las recomendaciones de la misma. Este compromiso fue reafirmado en los Acuerdos de Chapultepec, en donde se reconocía la necesidad de superar la impunidad en casos de graves violaciones a los derechos humanos, remitiendo la consideración y resolución de este punto a la Comisión de la Verdad, la cual estuvo presidida por el expresidente colombiano Belisario Betancur, el venezolano Reinaldo Figueredo y el estadounidense Thomas Buergenthal, quienes fueron designados para esta función por el Secretario General de las Naciones Unidas. La Dirección Ejecutiva de la Comisión recayó en Patricia Tappatá de Valdez, reconocida activista argentina de derechos humanos.
En cumplimiento de lo establecido en los Acuerdos de Chapultepec, la Asamblea Legislativa aprobó el 23 de enero de 1992 la “Ley de Reconciliación Nacional”, la cual establece lo siguiente:

Se concede amnistía a favor de todas las personas que hayan participado como autores inmediatos, mediatos o cómplices en la comisión de delitos políticos comunes conexos con éstos y en delitos comunes cometidos por un número de personas que no baje de veinte, antes de el 1º de enero de 1992, exceptuándose, en todo caso, el delito común de secuestro, contemplado en el Art. 220 del Código Penal.
Art. 1 de la Ley de Reconciliación Nacional

 Pero también esta normativa señala la siguiente exclusión: 

No gozarán de esta gracia las personas que, según el informe de la Comisión de la Verdad, hubieren participado en graves hechos de violencia ocurridos desde el 1º de enero de 1980, cuya huella sobre la sociedad, reclama con mayor urgencia el conocimiento público de la verdad, independientemente del sector a que pertenecieren en su caso.
Así mismo, no se aplicará esta gracia a los que hubieren sido condenados por el Tribunal del Jurado por cualquiera de los delitos cubiertos por esta amnistía.
La Asamblea Legislativa, 6 meses después de conocer el informe final de la Comisión de la Verdad, podrá tomar las resoluciones que estime convenientes en estos casos.
Art. 6 de la Ley de Reconciliación Nacional

El informe de la Comisión denominado "De la Locura a la Esperanza: la guerra de los Doce Años en El Salvador" se dio a conocer el 15 de marzo de 1993, 14 meses después de la firma de los Acuerdos de Chapultepec. La Comisión recibió testimonio directo de 2,000 personas con relación a 7,000 víctimas, e información de fuentes secundarias relacionadas con más de 8,000 víctimas. Además de 23,000 denuncias presentadas a través de otras instituciones o remitidas por carta. De todo este cúmulo de denuncias se elaboró una lista de 13,569 casos de los que la Comisión seleccionó 32 considerados ejemplarizantes de los patrones de violencia de las partes contendientes, la Fuerza Armada de El Salvador, los Escuadrones de la Muerte y la guerrilla del FMLN.
Entre estos casos se hallaba el asesinato del arzobispo de San Salvador, Óscar Arnulfo Romero, ocurrida el 24 de marzo de 1980 atribuido a la acción de los escuadrones de la muerte; así como también la matanza de campesinos conocida como Masacre del Mozote y los homicidios de seis sacerdotes jesuitas, acontecidos el 16 de noviembre de 1989, atribuidos a la acción de unidades de la Fuerza Armada; así como las ejecuciones extrajudiciales de alcaldes y miembros del gobierno atribuidos a milicias de la guerrilla del FMLN.
Cinco días después de que la Comisión presentará su informe, la Asamblea Legislativa, aprobó la “Ley de Amnistía General para la Consolidación de la Paz”, la cual regula lo siguiente: 

Se concede amnistía amplia, absoluta e incondicional a favor de todas las personas que en cualquier forma hayan participado en la comisión de delitos políticos, comunes conexos con éstos y en delitos comunes cometidos por un número de personas que no baje de veinte antes del primero de enero de mil novecientos noventa y dos, ya sea que contra dichas personas se hubiere dictado sentencia, se haya iniciado o no procedimiento por los mismos delitos, concediéndose esta gracia a todas las personas que hayan participado como autores inmediatos, mediatos o cómplices en los hechos delictivos antes referidos. La gracia de la amnistía se extiende a las personas a las que se refiere el artículo 6 de la Ley de Reconciliación Nacional, contenida en el Decreto Legislativo Número 147, de fecha veintitrés de enero de mil novecientos noventa y dos y publicado en el Diario Oficial Número 14 Tomo 314 de la misma fecha.
Art. 1 de la Ley de Amnistía General para la Consolidación de la Paz

 Al mismo tiempo esta nueva ley establece la siguiente disposición final: 

Deróganse todas las disposiciones que contraríen la presente ley, especialmente el Art. 6 y el último inciso del Art. 7, ambos de la Ley de Reconciliación Nacional, así como la interpretación auténtica de la primera de las disposiciones citadas que están contenidas respectivamente, en el Decreto Nº 147 de 23 de enero de 1992, publicado en el Diario Oficial Nº 14, Tomo 314 de la misma fecha y Decreto Nº 164 de fecha 6 de febrero del mismo año, publicado en el Diario Oficial Nº 26, Tomo 314 del 10 de febrero de 1992.
Art. 6 de la Ley de Amnistía General para la Consolidación de la Paz

La Ley de Amnistía General para la Consolidación de la Paz, al abarcar todos los hechos violentos ocurridos en la guerra civil, constituyó una violación a lo pactado en los Acuerdos de Chapultepec, ya que en ellos se reconoció que los casos de graves violaciones a los derechos humanos debían ser sancionados de conformidad con la ley, en los siguientes términos:

SUPERACIÓN DE LA IMPUNIDAD
Se conoce la necesidad de esclarecer y superar todo señalamiento de impunidad de oficiales de la Fuerza Armada, especialmente en casos donde esté comprometido el respeto a los derechos humanos. A tal fin, las Partes remiten la consideración y resolución de este punto a la Comisión de la Verdad. Todo ello sin perjuicio del principio, que las Partes igualmente reconocen, de que hechos de esa naturaleza, independientemente del sector al que pertenecieren sus autores, deben ser objeto de actuación ejemplarizante de los tribunales de justicia, a fin de que se aplique a quienes resulten responsables las sanciones contempladas por la ley.
Acuerdo de Paz de El Salvador (firmado en Chapultepec), Capítulo I: Fuerza Armada, No. 5. Superación de la impunidad.

Por sentencia definitiva del 13 de julio de 2016, pronunciada en el proceso de inconstitucionalidad 44-2013/145-2013, la Sala de lo Constitucional de la Corte Suprema de Justicia declaró inconstitucional la “Ley de Amnistía General para la Consolidación de la Paz” y reconoció la reviviscencia de la “Ley de Reconciliación Nacional”.